# 高知 (小惑星)
高知（こうち、2396 Kochi）は小惑星帯に位置するS型小惑星。高知県芸西村の芸西観測所で関勉が発見した。
発見者の出身地、高知県高知市に因んで命名された。